# Stamboom Karel George van Brunswijk-Wolfenbüttel (1766-1806)
Dit is de stamboom van Karel George van Brunswijk-Wolfenbüttel (1766-1806).
| Stamboom Karel George van Brunswijk-Wolfenbüttel (1766-1806)                                    | Stamboom Karel George van Brunswijk-Wolfenbüttel (1766-1806)                                   | Stamboom Karel George van Brunswijk-Wolfenbüttel (1766-1806)                                   |
| ----------------------------------------------------------------------------------------------- | ---------------------------------------------------------------------------------------------- | ---------------------------------------------------------------------------------------------- |
| Grootouders                                                                                     | ?                                                                                              | ?                                                                                              |
| Ouders                                                                                          | Karel II Willem Ferdinand van Brunswijk-Wolfenbüttel x Augusta van Groot-Brittannië en Ierland | Karel II Willem Ferdinand van Brunswijk-Wolfenbüttel x Augusta van Groot-Brittannië en Ierland |
| Karel George van Brunswijk-Wolfenbüttel (1766-1806) x 1790 Louise van Oranje-Nassau (1770-1819) |                                                                                                |                                                                                                |
| Kinderen                                                                                        | -                                                                                              | -                                                                                              |